# Aprilia SR 50

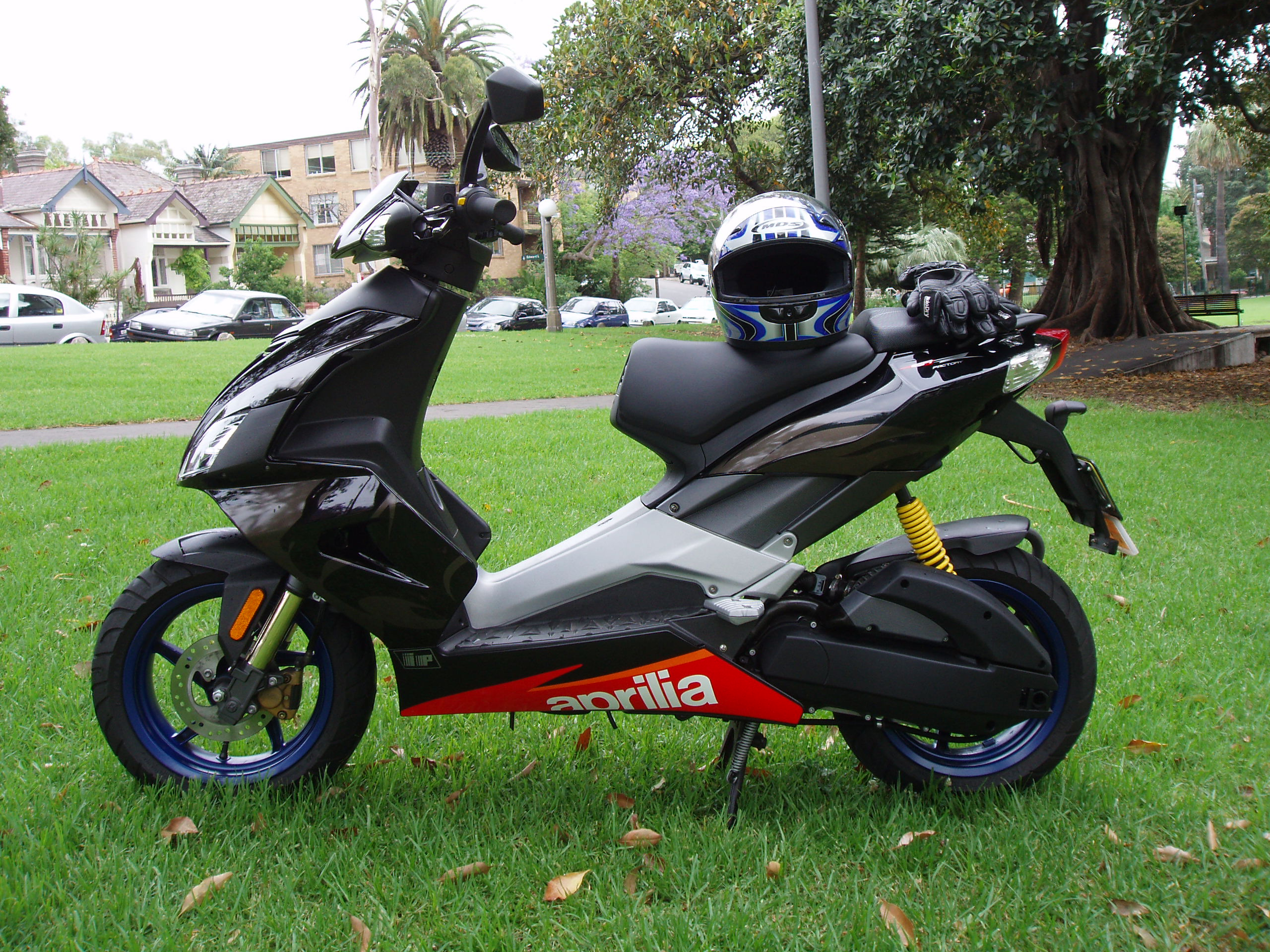
Aprilia SR 50 R Factory

Der Aprilia SR 50 ist ein sportlicher Motorroller des Unternehmens Aprilia, der mit seiner Markteinführung im Jahr 1992 den Markt der 50-cm³-Motorroller veränderte.

## Geschichte
1992 kam die erste Version des Rollers SR 50 aus dem Hause Aprilia auf dem Markt. Technisch war der Motorradroller auf dem neuesten Stand. Es gab zum Beispiel eine Scheibenbremse vorne (hinten nur eine Trommelbremse), verschiedene Farben und er vermittelte ein sportliches Gefühl beim Fahren. Über die Jahre war er immer wieder technologischer Vorreiter im Motorrollersegment. 1994 kam er als erster sportlicher Motorroller mit Flüssigkeitskühlung auf den Markt, 1997 als erster mit Scheibenbremsen an Vorder- und Hinterrad, 1999 als erster 50-cm³-Motorroller mit elektronischer Einspritzung (Di-Tech).
Bis 1996 wurde die erste Serie gebaut und erfolgreich verkauft. 
Es gab mehrere Versionen:
- Aprilia SR Urban Kid AC
- Aprilia SR Esquire AC
- Aprilia SR Replica LC

Ab 1997 wurde der Motorroller neu entworfen und hatte ein sehr sportliches und relativ aggressives Design.
Wie bei der ersten Serie wurde die zweite Serie mit normalen Vergaser gebaut. 
Es gab mehrere Modelle und Kolorationen:
- Aprilia SR WWW AC
- Aprilia SR Netscaper LC
- Aprilia SR Stealth LC
- Aprilia SR Funmaster
- Aprilia SR Racing

Später, ab 1999 gab es auch ein Di-Tech-Modell, der statt eines Vergasers eine Einspritzanlage hatte. Diese Anlage wurde von Siemens und Synerject gefertigt und ist heute nicht mehr verbaut.
Ab 2000 waren auch 125-cm³- und 150-cm³-Aprilia SR erhältlich. Sie waren in etwa baugleich mit der 50-cm³-Variante, jedoch nur luftgekühlt erhältlich.
Im Jahre 2004 wurde die alte Modellpalette gestrichen und durch ein neues Angebot ersetzt.
Die aktuell dritte Serie bietet zwei verschiedene Designs mit jeweils mehreren Farbvarianten.
- SR 50 Street – entspricht optisch der zweiten Serie, flüssigkeitsgekühlter Einzylinder-Zweitakt-Vergaser-Motor mit Abgasrückführung, entspricht der Abgasnorm Euro2

- SR 50 R – neues Design; motortechnisch gleich dem SR 50 Street, jedoch anderes Fahrwerk und Digitaltacho

- SR 50 R Factory – optisch gleich dem SR 50 R, flüssigkeitsgekühlter Einzylinder-Zweitakt-Einspritzmotor

Den SR 50 R Factory gibt es mit Direkteinspritzung und einem Digitaltacho mit vielen Zusatzfunktionen. Mit rund 2,7 Litern Kraftstoff auf 100 km gilt sie als sparsam.
Durch die Einspritzanlage und wegen der zusätzlich verbauten Komponenten hat die Factory rund 1 PS mehr als die Vergaservariante.

## Sondermodelle
Immer wieder erscheinen Sondermodelle, die hauptsächlich zu einem Thema optisch mit Aufklebern und anderen Farbkombinationen modifiziert werden.
- Aprilia SR 50 AC RTL in rot-blau-orange (bis 1996)
- Aprilia SR 50 LC Di-Tech „Spiderman“ in auffälliger rot-blauer Lackierung mit Spinnennetzaufklebern
- Aprilia SR 50 LC Di-Tech „Poggiali“, weiß-schwarz-rote Lackierung mit goldfarbenen Löwenkopf-Aufkleber
- Aprilia SR 50 R „Spains no.1“, Schwarz-rote Lackierung mit Aufklebern der Aufschrift Spains no.1

## Szene
Besonders unter Jugendlichen ist der Aprilia SR einer der beliebtesten Roller europaweit. Sehr viele Hersteller stellen Tuningteile für dieses Modell her. Polini, Malossi, Koso sind nur einige der Firmen. Dadurch werden auf dem Gebrauchtmarkt sehr viele von Jugendlichen modifizierte und nicht mehr straßenzugelassene Modelle angeboten, wodurch die Gebrauchtpreise für originale, scheckheftgepflegte Modelle mit nachvollziehbarer Historie im Gegensatz zu Modellen mit ähnlicher Technik (beispielsweise der Aprilia Rally) vergleichsweise hoch liegen.

## Belege
1. ↑  Motoretta Test: Aprilia SR 50 und weitere Sportroller (Seite dauerhaft nicht mehr abrufbar, festgestellt im Oktober 2024. Suche in Webarchiven) (PDF-Dokument; 1,4 MB), abgerufen am 14. Mai 2008